# 良郷地区
座標: 北緯39度44分00秒 東経116度09分03秒 / 北緯39.7333度 東経116.1507度
良郷地区（りょうきょうちく）とは、中華人民共和国北京市房山区にある地区である。

## 概要
房山区の区庁舎が存在する区の中心地区で、市の中心部から南西に25km程行った地点に存在する。中華人民共和国戸籍制度に登録されている人口は8万人程度だが、実際は11万2千人が居住している。面積はおおよそ69.2平方キロメートルである。

## 歴史
この地区は今から2000年以上前の秦の時代に集落が成立し、地区名は「人物倶良」から取られた。地形が平坦であった事から農業が発達し、地区の発展に寄与した。
1958年に良郷県が房山区と合併し良郷鎮となり、2002年1月14日には官道鎮に取って代られた。その後に房山区の区庁舎が置かれ、区の経済的、政治的、学術的中心となった。

## 交通
道路網では北京六環路や京港澳高速道路が地区内に通じている。
バス網では616、646、947の便が北京市中心部方面へ向けて発着しており、鉄道網では京広線、北京地下鉄房山線が通っている。
飛行場では軍事用の飛行場が地区の北西端附近にある。

## 施設

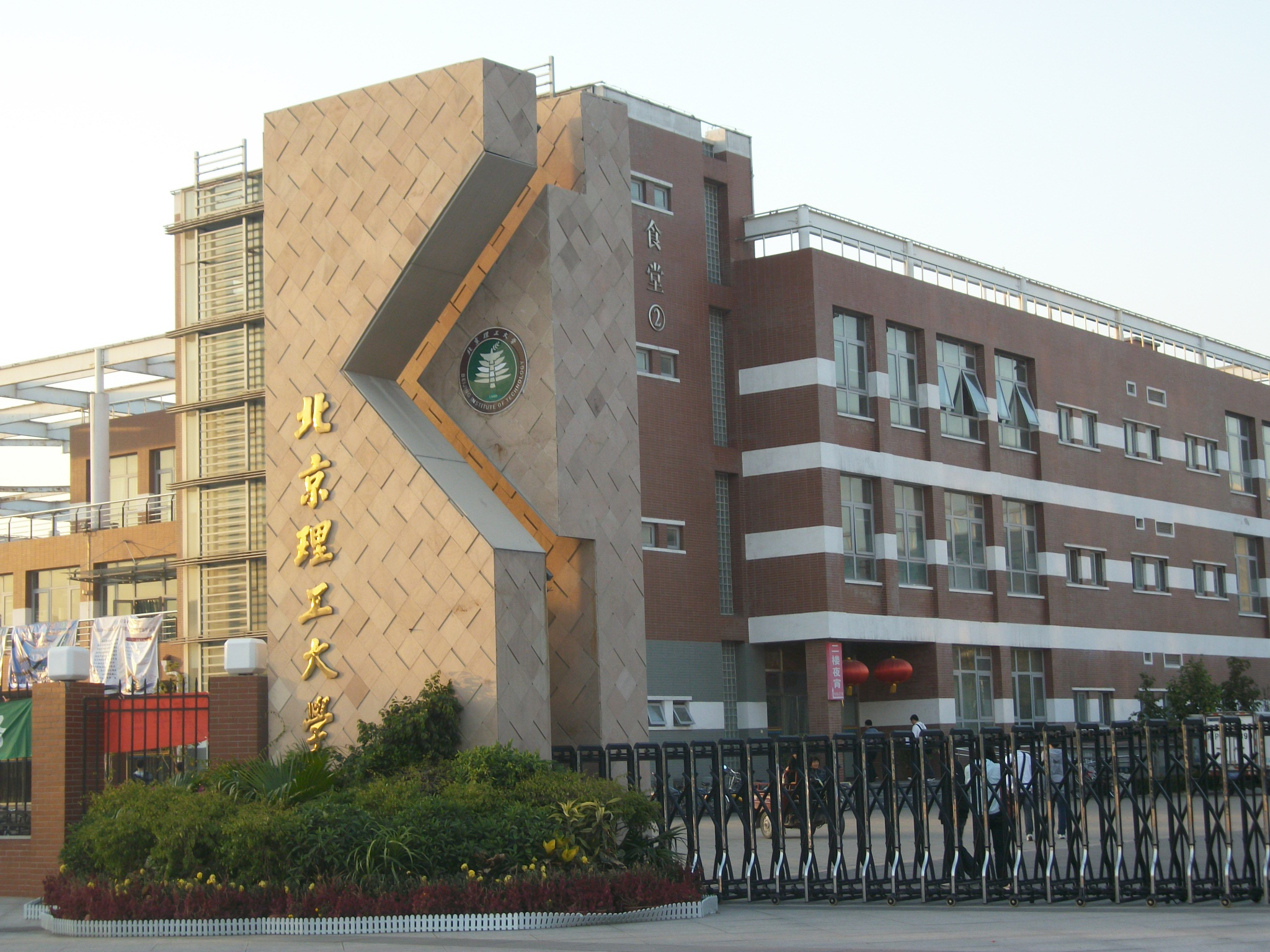
北京理工大学

- 房山区庁舎
- 中国社会科学院研究生院
- 北京理工大学
- 首都師範大学
- 北京工商大学